# Mafalda von Portugal

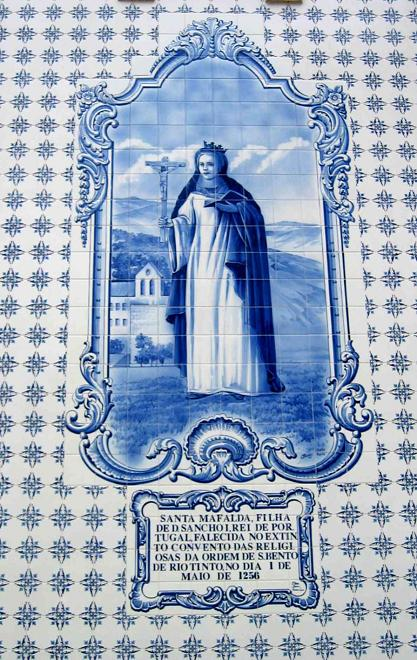
Mafalda von Portugal; Azulejo an der Pfarrkirche von Rio Tinto

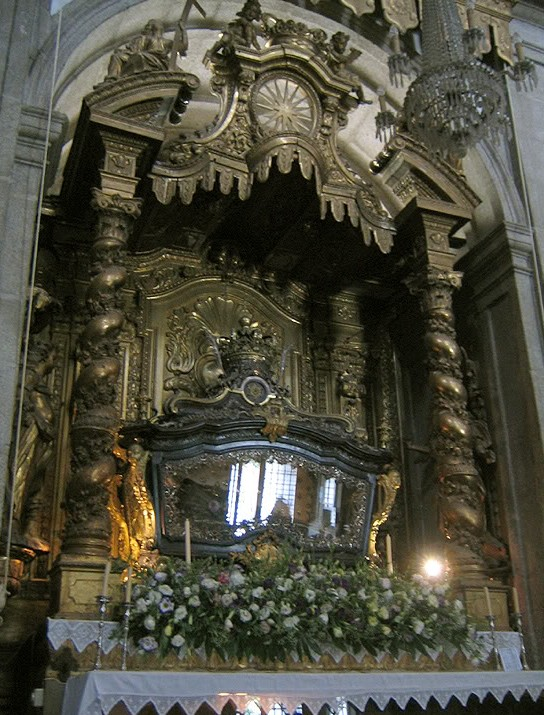
Altar und Reliquienschrein der sel. Mafalda im Kloster Arouca

Mafalda von Portugal (* um 1200, nach anderen Quellen um 1184, in Portugal; † 1. Mai 1257 in Arouca) war eine portugiesische Prinzessin, Königin von Kastilien und Nonne. Sie wird in der katholischen Kirche als Selige verehrt.

## Leben und Wirken
Soweit man das Leben der seligen Mafalda rekonstruieren kann, wurde sie als Tochter König Sanchos I. von Portugal, als Schwester seines Nachfolgers, Alfons II. von Portugal und der ebenfalls seliggesprochenen Infantinnen Sancha und Theresia geboren. Um das Jahr 1215 heiratete sie den minderjährigen, kastilischen König Heinrich I., mit dem sie aufgrund seines jugendlichen Alters die Ehe nicht vollziehen konnte. Schon mit 13 Jahren starb der junge König 1217. Papst Innozenz III. erklärte 1216 die Ehe für annulliert.
Mafalda kehrte in ihre Heimat Portugal zurück, wo sie sich fortan der Reform von Klöstern widmete, und trat in Arouca in das dortige Zisterzienserinnenkloster ein, das sie auch umfangreichen Reformen unterzog. Auch das Zisterzienserinnenkloster São Bento in Rio Tinto wurde von ihr reformiert. Außerdem ließ sie mehrere Armenspitäler errichten. Dafür wurde sie vom Volk „Santa Rainha Mafalda“ (heilige Königin Mafalda) genannt. Kurz vor ihrem Tod 1255 stand sie noch mit Papst Alexander IV. in Briefkontakt.
Mafalda von Portugal starb 1257 im Kloster von Arouca. Beigesetzt ist sie im Kloster, wo sie in einem Reliquienschrein aus dem Jahre 1718 liegt. Die sel. Mafalda gehört zu den sogenannten unverweslichen Heiligen.

## Seligsprechung
Durch Papst Pius VI. wurde am 27. Juni 1793 der unter anderem für eine Seligsprechung erforderliche heroische Tugendgrad Mafaldas festgestellt. Ihr Gedenktag in der römisch-katholischen Kirche ist der 2. Mai.